# Les Couleurs du jour
Les Couleurs du jour est un roman de Romain Gary publié le 22 octobre 1952 aux éditions Gallimard puis réédité le 5 juin 1979 sous le titre Les Clowns lyriques.

## Éditions
- Les Couleurs du jour, éditions Gallimard, 1952,  (ISBN 2070226603)
- Les Clowns lyriques, éditions Gallimard, 1979,  (ISBN 2070287564)

## Adaptation
Le roman a été adapté au cinéma en 1959 dans le film L'Homme qui comprend les femmes (The Man Who Understood Women) de Nunnally Johnson avec Leslie Caron et Henry Fonda dans les rôles principaux.